# Neomochtherus gnavus
Neomochtherus gnavus är en tvåvingeart som först beskrevs av Wulp 1872.  Neomochtherus gnavus ingår i släktet Neomochtherus och familjen rovflugor. Inga underarter finns listade i Catalogue of Life.